# 1684

## Събития
- 21 март – Италианският астроном Джовани Доменико Касини открива Диона и Тетида – спътници на Сатурн

## Починали
- Джон Ламбърт, английски военачалник
- 1 октомври – Пиер Корней, френски драматург